# Joe Clark
Charles Joseph „Joe” Clark (ur. 5 czerwca 1939 w High River w prowincji Alberta) – kanadyjski prawnik, premier kraju z ramienia Partii Konserwatywnej od 4 czerwca 1979 do 3 marca 1980.

## Życiorys
Urodził się w miasteczku High River w Albercie jako syn wydawcy lokalnej gazety. Ukończył studia w dziedzinie nauk politycznych na University of Alberta. Kontynuował studia prawnicze w Brytyjskiej Kolumbii. Już w czasie studiów prawniczych zaangażował się w działalność w Partii Konserwatywnej, co było bezpośrednim powodem przerwania dalszych studiów. Poślubił Maureen McTeer, znaną pisarkę. Ma z nią jedną córkę.
W 1976 niespodziewanie awansował na przewodniczącego partii, prowadząc ją do wyborów do 31 parlamentu w 1979. Naczelną obietnicą wyborczą Clarka były redukcje podatkowe w celu stymulacji słabnącej gospodarki. Nieznaczne zwycięstwo konserwatystów było początkiem przyszłych problemów rządu Clarka, tym bardziej że realia gospodarcze zmusiły go do odstąpienia od wcześniejszych obietnic. Budżet na rok 1980 nie posiadał cech stymulujących, lecz skierowany był ku opanowaniu wzrastającej inflacji i był prorecesyjny. Dodatkowo Clark próbował podnieść podatek paliwowy. Doprowadziło to do głosowania nad wotum nieufności dla nowego rządu. Liberałowie sprzymierzeni z socjaldemokratami z łatwością je przegłosowali. Choć wotum było niewiążące, Clark rozumiejąc trudności jakie rząd będzie napotykał w przyszłości wobec niepewnego poparcia w Izbie Gmin, zarządził nowe wybory, które niespodziewanie przywróciły władzę liberałom.
Wkrótce po przegranej Clark został zastąpiony przez Briana Mulroneya na stanowisku przewodniczącego Partii Konserwatywnej.
Mimo antagonizmów pomiędzy nowym przewodniczącym a Clarkiem, pozostał on aktywny, po czym wszedł do gabinetu Mulroneya, obejmując tekę ministra spraw zagranicznych. W 1993 wobec klęski wyborczej konserwatystów Clark odszedł na polityczną emeryturę. Do polityki powrócił w 1999, obejmując powtórnie funkcję przewodniczącego partii. Ostatecznie wobec dalszego rozpadu partii konserwatywnej po raz drugi wycofał się z życia politycznego 6 sierpnia 2002.